# Іллінське (Малоярославецький район)
Іллінське (рос. Ильинское) — село в Малоярославецькому районі Калузької області Російської Федерації.
Населення становить 980 осіб. Входить до складу муніципального утворення Село Іллінське.

## Історія
Від 2004 року входить до складу муніципального утворення Село Іллінське.

## Населення
| 2002 | 2010 |
| ---- | ---- |
| 1022 | ↘980 |